# Ludwig Dürrwaechter
Ludwig Dürrwaechter (alte Schreibweise Duerrwaechter; * 20. Juni 1897 in Bamberg; † 21. Oktober 1964 in München) war ein deutscher Tierzuchtwissenschaftler und Landwirt.

Gedenktafel in Grub (Poing)

## Leben und Wirken
Nach Abitur und praktischer Lehre studierte er Landwirtschaft an der Technischen Hochschule München und schloss mit dem Staatsexamen als Diplomlandwirt ab. 1922 folgte die Promotion zum Dr. rer. techn. an der landw. Abteilung der Technischen Hochschule München und die Tierzuchtleiterprüfung für den höheren Verwaltungsdienst.  Nach kurzer Tätigkeit im Tierzuchtamt Donauwörth wurde Dürrwaechter 1924 Leiter der Außenstelle und des späteren Tierzuchtamtes in Günzburg. In dieser Zeit entstand die Mastleistungsprüfanstalt Nußlacherhof. Von 1934 bis 1945 war Dürrwaechter der Leiter der Abteilung Tierzucht in der Landesbauernschaft Bayern. Dabei setzte er die neue Reichsverordnung von 1936 über die Körung von Vatertieren für seine Region um. 1943 habilitierte er sich an der  Fakultät Landwirtschaft der Technischen Hochschule München für das Fach Tierzucht.
Nach dem Ende des Zweiten Weltkrieges wurde er Abteilungsleiter im Bayerischen Staatsministerium für Ernährung, Landwirtschaft und Forsten. Hier setzte er sich für den Neustart der Tierzuchtverbände ein, unterstützte die Entwicklung der  Versuchsanstalten und schuf Voraussetzungen zur Ausbildung des Tierzuchtfachpersonals für Bayern. Ab 1954 war er – nun im Range eines Ministerialdirektors –  Leiter der Abteilung Tierische Erzeugung. Er regte die Gründung des Vereins Tierzuchtforschung mit an und befasste sich mit der Bekämpfung der Tuberkulose und des Seuchenhaften Verkalbens (Abortus Bang), mit der Einführung und Ausdehnung der Künstlichen Besamung beim Rind sowie mit dem Aufbau der Nachkommenprüfung in Stationen und der Anwendung der Ergebnisse aus der Blutgruppenforschung.
1958 bis 1962 war Dürrwaechter Vorsitzender der Deutschen Gesellschaft für Züchtungskunde. Außerdem wurde er zum 1. Vizepräsidenten der Europäischen Vereinigung für Tierproduktion (EVT) gewählt, und von 1962 bis 1965 war er 1. Vizepräsident der Europäischen Vereinigung der Fleckviehzüchter (EVF). Die Tierärztliche Fakultät der Universität München berief ihn 1959 zum Honorarprofessor für Tierzucht. Er veröffentlichte über 200 Beiträge in landwirtschaftlichen und veterinärmedizinischen Zeitschriften und widmete sich besonders den Problemen bäuerlicher Betriebe – seine Züchtungsfibel  erschien zwischen 1948 und 1962 in 10 Auflagen.

## Hauptwerk (Auswahl)
- Bodenständige Tierzucht und Tierhaltung unter süddeutschen Verhältnissen in ihrer Bedeutung für die Ernährungswirtschaft. Hab. Schrift  an der Fakultät für Landwirtschaft der TH München, 1943
- Vererbungslehre und bäuerliche Tierzucht. Freising, 1927
- Züchtungsfibel : Anleitung zu wirtschaftlicher Tierzucht für den bäuerlichen Betrieb. München : Bayer. Landwirtschaftsverlag, 1. Aufl., 1948;  10. verb. Aufl. 1962
- Künstliche Besamung und Milcherzeugung in den Niederlanden. Mit Anton Rinecker und Carl Heinz Heidenreich, Bad Godesberg : AID, 1953;
- Festschrift der Landesanstalten des Bayerischen Staatsministeriums für ELF : Zur Vollendung des 60. Geburtstages des Ludwig Dürrwaechter, 20. Juni 1957. München u. a. : Bayer. Landwirtschaftsverl., 1957
- Veredelungswirtschaft und Markt, München, 1961
- Die Vorbelastung der bayerischen Landwirtschaft, bedingt durch die natürlichen, strukturellen und wirtschaftlichen Gegebenheiten unter besonderer Berücksichtigung der von Natur benachteiligten Gebiete in Bayern. München, 1962
- Probleme der bayerischen Landwirtschaft im Übergang zur EWG., München, 1963

## Auszeichnungen
- 1957 Hermann-von-Nathusius-Medaille in Gold der Deutschen Gesellschaft für Züchtungskunde (DGfZ)[2]
- 1957 Adolf-Köppe-Nadel der Deutschen Gesellschaft für Züchtungskunde (DGfZ)[3]
- Großes Verdienstkreuz der Bundesrepublik Deutschland
- 1962 Bayerischer Verdienstorden
- 1962 Goldene Staatsmedaille des Bayerischen Staatsministeriums für Ernährung, Landwirtschaft und Forsten[4]
- Max-Eyth-Denkmünze der Deutschen Landwirtschaftsgesellschaft (DLG)